# Reina de Blocq van Scheltinga
Jkvr. Reina Dorette de Blocq van Scheltinga (Zeist, 19 oktober 1938) was sinds 2000 hofdame van koningin Beatrix der Nederlanden en sinds 2013 van haar zoon en opvolger koning Willem-Alexander. Begin 2014 legde zij haar functie neer.

## Biografie
Van Scheltinga is lid van het adellijke geslacht Van Scheltinga en een dochter van de NSB-burgemeester jhr. Daniël de Blocq van Scheltinga (1903-1962) en Elisabeth Dorothea Alwina Henriette Gräfin von der Goltz (1904-1997), laatste telg van de familie Von der Goltz (1787). Zij trouwde in 1964 met jhr. mr. Albert Frans Eduard Teixeira de Mattos (1934-2014), lid van het geslacht Teixeira de Mattos, uit welk huwelijk drie zonen werden geboren; zij is sinds 1996 van hem gescheiden. Haar schoonvader, de ambassadeur jhr. mr. dr. Pedro Désiré Edouard Teixeira de Mattos  (1898–1978), was een volle neef van jkvr. Marie-Louise Johanna Daisy Teixeira de Mattos (1899–1984), grootmeesteres van koningin Juliana
In 2000 werd Van Scheltinga benoemd tot hofdame van koningin Beatrix, als opvolgster van Aggie Labouchere. Sinds 2013 was zij hofdame van koning Willem-Alexander. Begin 2014 legde zij haar functie neer. Op 19 maart 2014 kreeg zij het Erekruis in de Huisorde van Oranje uitgereikt.